# 931
Năm 931 là một năm trong lịch Julius.

## Sự kiện
- Dương Đình Nghệ đánh đuổi quân Nam Hán lần thứ nhất, giành lại quyền tự chủ cho Việt Nam.